# Цёльниц
Цёльниц (нем. Zöllnitz) — община в Германии, в земле Тюрингия. 
Входит в состав района Заале-Хольцланд. Подчиняется управлению Зюдлихес Залеталь.  Население составляет 761 человек (на 31 декабря 2010 года). Занимает площадь 4,20 км².